# خوسيه أرماندو كارو
خوسيه أرماندو كارو (بالإسبانية: José Armando Caro)‏ هو سياسي أرجنتيني، ولد في 29 سبتمبر 1910، وتوفي في 29 ديسمبر 1985. انتخب عضو مجلس الشيوخ الأرجنتيني عن دائرة سالتا (3 مايو 1973 – 24 مارس 1976) وانتخب عضو مجلس الشيوخ الأرجنتيني عن دائرة سالتا (5 مايو 1955 – 21 سبتمبر 1955) وانتخب عضو مجلس النواب في الأرجنتين.